# Al Jandal SC
Der Al Jandal Sport Club (arabisch نادي الجندل الرياضي) ist ein saudi-arabischer Fußballverein aus Dumat al-Jandal in der Provinz al-Dschauf. Der Verein spielt in der zweiten Liga, der Saudi First Division League.

## Stadion
Der Verein trägt seine Heimspiele im 1988 eröffneten Al-Orobah-Club-Stadion in Sakaka aus. Das Stadion hat ein Fassungsvermögen von 7000 Personen.

## Trainer
| Trainer       | Nation        | von               | bis              |
| ------------- | ------------- | ----------------- | ---------------- |
| Ziyad Al-Afar | Saudi-Arabien | ?                 | 13. Februar 2021 |
| Ziyad Al-Afar | Saudi-Arabien | 28. Dezember 2021 |                  |